# Hocartit
Hocartit ist ein selten vorkommendes Mineral aus der Mineralklasse der „Sulfide und Sulfosalze“. Es kristallisiert im tetragonalen Kristallsystem mit der Zusammensetzung Ag2FeSnS4, ist also chemisch gesehen ein Silber-Eisen-Zinn-Sulfid.
Hocartit ist undurchsichtig und entwickelt nur kleine, unregelmäßige Körner von weniger als einem Millimeter Durchmesser, findet sich aber auch in orientierter Verwachsung mit Stannit oder eingeschlossen in Sphalerit und Wurtzit. Im Auflicht ist er von bräunlichgrauer Farbe und metallischem Glanz.
Mit Pirquitasit bildet Hocartit eine lückenlose Mischkristallreihe.

## Etymologie und Geschichte
Erstmals entdeckt wurde Hocartit in der „Chocaya Mine“ im Municipio Atocha im bolivianischen Departamento Potosí. Beschrieben wurde er 1968 durch R. Caye, Y. Laurent, P. Picot, R. Pierrot und C. Lévy, die das Mineral nach Raymond Hocart (1896–1983) benannten.

## Klassifikation
In der veralteten 8. Auflage der Mineralsystematik nach Strunz gehörte der Hocartit zur Mineralklasse der „Sulfide und Sulfosalze“ und dort zur Abteilung „Sulfide mit M : S = 1 : 1“, wo er gemeinsam mit Briartit, Famatinit, Kësterit, Luzonit, Sakuraiit, Stannit und Stannoidit in der „Luzonit-Reihe“ mit der Systemnummer II/B.03a steht.
In der zuletzt 2018 überarbeiteten Lapis-Systematik nach Stefan Weiß, die formal auf der alten Systematik von Karl Hugo Strunz in der 8. Auflage basiert, erhielt das Mineral die System- und Mineralnummer II/C.06-110. Dies entspricht der Klasse der „Sulfide und Sulfosalze“ und dort der Abteilung „Sulfide mit dem Stoffmengenverhältnis Metall : S,Se,Te ≈ 1 : 1“, wo Hocartit zusammen mit Barquillit, Briartit, Černýit, Famatinit, Ferrokësterit, Kësterit, Keutschit, Kuramit, Luzonit, Permingeatit, Petrukit, Pirquitasit, Rhodostannit, Sakuraiit, Stannit, Toyohait und Velikit die „Stannitgruppe“ mit der Systemnummer II/C.06 bildet.
Die von der International Mineralogical Association (IMA) zuletzt 2009 aktualisierte 9. Auflage der Strunz’schen Mineralsystematik ordnet den Hocartit in die Klasse der „Sulfide und Sulfosalze (Sulfide, Selenide, Telluride, Arsenide, Antimonide, Bismutide, Sulfarsenide, Sulfantimonide, Sulfbismutide)“ und dort in die Abteilung „Metallsulfide, M : S = 1 : 1 (und ähnliche)“ ein. Hier ist das Mineral in der Unterabteilung „mit Zink (Zn), Eisen (Fe), Kupfer (Cu), Silber (Ag) usw.“ zu finden, wo es zusammen mit Černýit, Ferrokësterit, Idait, Kësterit, Kuramit, Pirquitasit, Stannit und Velikit die „Stannitgruppe“ mit der Systemnummer 2.CB.15a bildet.
In der vorwiegend im englischen Sprachraum gebräuchlichen Systematik der Minerale nach Dana hat Hocartit die System- und Mineralnummer 02.09.02.06. Das entspricht der Klasse der „Sulfide und Sulfosalze“ und dort der Abteilung „Sulfidminerale“. Hier findet er sich innerhalb der Unterabteilung „Sulfide – einschließlich Selenide und Telluride – mit der Zusammensetzung AmBnXp, mit (m+n):p=1:1“ in der „Stannitgruppe (Tetragonal: I42m) A2BCS-Typ“, in der auch Stannit, Černýit, Briartit, Kuramit, Sakuraiit, Pirquitasit, Velikit, Kësterit, Ferrokësterit und Barquillit eingeordnet sind.

## Bildung und Fundorte
Hocartit bildet sich durch hydrothermale Vorgänge bei relativ hoher Temperatur in zinnhaltigen Lagerstätten. Als Begleitminerale treten unter anderem Canfieldit, Franckeit, Fluorit, Kassiterit, Kylindrit, Pyrargyrit, Siderit, gediegen Silber, Sphalerit, Stannit, Suredait, Tetraedrit und Wurtzit auf.
Als seltene Mineralbildung konnte Hocartit bisher nur an wenigen Fundorten nachgewiesen werden, wobei rund 30 Fundorte als bekannt gelten (Stand: 2012). Neben seiner Typlokalität „Chocaya Mine“ trat das Mineral in Bolivien noch in den ebenfalls bei Atocha liegenden Minen „Ánimas“, „Gran Chocaya“ und „Siete Suyos“ sowie in der „Colquiri Mine“ im Departamento La Paz; der „San José Mine“ bei Oruro im gleichnamigen Departamento und bei Huaylla Vinto (Porco), Colquechaca (Aullagas), Tatasí und der „Colavi Mine“ im Kanton Machacamarca im Departamento Potosí auf.
Der einzige bisher bekannte Fundort in Deutschland ist die Grube Bayerland bei Pfaffenreuth in der bayerischen Gemeinde Leonberg und in Österreich konnte Hocartit bisher nur auf der Niedermüller Alp am Kreuzeck in der Kreuzeckgruppe gefunden werden. Weitere Fundorte liegen unter anderem in Argentinien, China, Frankreich, Japan, Kirgisistan, Peru, Russland, der Slowakei und den Vereinigten Staaten von Amerika.

## Kristallstruktur
Hocartit kristallisiert tetragonal in der Raumgruppe I42m (Raumgruppen-Nr. 121) mit den Gitterparametern a = 5,74 Å und c = 10,96 Å sowie 2 Formeleinheiten pro Elementarzelle.